# Canta Brasil
Canta Brasil é um especial musical exibido em quatro edições, entre 1982 e 1984, e com as participações de grandes nomes da música e do humor.
A primeira edição foi realizada no Estádio do Morumbi em São Paulo. Durante três horas e meia, cerca de 110 mil pessoas assistiram às apresentações de César Camargo Mariano, Chico Buarque de Hollanda, Clara Nunes, Elba Ramalho, Fagner, Gonzaguinha, Ivan Lins, Milton Nascimento, MPB-4, Nara Leão, Paulinho da Viola, Simone, Djavan, Toquinho, Os Trapalhões e Chico Anysio.
A segunda edição foi gravada em abril, dois meses depois da primeira. O programa foi exibido em 23 de julho de 1982, às 21h10.
Cerca de 60 mil pessoas assistiram, em Porto Alegre (RS), as exibições de Baby Consuelo, Beth Carvalho, Chico Buarque de Hollanda, Djavan, Elba Ramalho, Gilberto Gil, Gonzaguinha, Nara Leão, Paulinho da Viola, Pepeu Gomes e Toquinho, entre outros músicos. O palco foi o estádio do Beira-Rio, que contava com um novo sistema de som e iluminação.
A terceira edição foi realizada um ano depois da segunda e apresentada na sede do ginásio do Anhembi (SP), com a presença de Chico Buarque de Hollanda, Demônios da Garoa, Erasmo Carlos, Fafá de Belém, Ivan Lins, João Bosco, João Nogueira, Paulinho da Viola, Pepeu Gomes, entre outros.
A quarta e última edição aconteceu em junho de 1984, na Praça da Apoteose, no Sambódromo da Bahia, e contou com a participação, entre outros, de Chico Buarque de Hollanda,Gonzaguinha e Toquinho .